# 雷雷雷
《雷雷雷》是芳明慧（ヨシアキ）以科幻喜劇為題材繪製的日本漫畫。2024年於三洋堂書店第五屆的Deracomi！和下一部人氣漫畫大賞中被提名。2025年的這本漫畫真厲害！中獲得排名第7。

## 劇情
人類與外星人的戰爭已經過了50年。年满18的市之谷堇為了償還父親留下的債務而每天在外星害蟲驅除公司工作。堇被不明飛行物綁架後，堇的右臂突然變得粗大，腦海中也開始響起某人的聲音因此她的日常生活徹底被改變…

## 人物列表

### 主要角色
市之谷堇
本作主角。父親逃債、母親家暴，為了養活弟弟而高中便輟學並外出打工，也因此過著壓抑的生活。被外星人抓走後體內的高次元外衣達斯金（Dust-King）被啟動。後來在雷電社社長的勸說下加上月薪達到100萬日圓而決定加入雷伍特工部隊成為王牌兼監視對象。
達斯金
本作主角，又稱「灰王」。是市之谷堇與不明生物被外星人改造合成的宇宙害獸，然而實際上是市之谷堇體內早已存在的防禦機制。

### 雷電社
葉月椿
雷伍特工部隊副隊長、市之谷堇的監視人員。
石動電助
雷電社社長。
神保春彥
雷伍特工部隊隊長，同時也是收留椿的監護人。

## 出版書籍
| 卷數 | 小學館         | 小學館                 | 東立出版社                    | 東立出版社                                                  |
| 卷數 | 發售日期       | ISBN                   | 發售日期                      | ISBN                                                        |
| ---- | -------------- | ---------------------- | ----------------------------- | ----------------------------------------------------------- |
| 1    | 2023年11月17日 | ISBN 978-4-098-53001-4 | 2024年12月12日 2024年12月19日 | ISBN 978-626-02-2865-1（首刷限定版） ISBN 978-626-02-2641-1 |
| 2    | 2024年4月18日  | ISBN 978-4-098-53214-8 | 2025年7月14日                 | ISBN 978-626-02-4496-5（首刷限定版） ISBN 978-626-02-4466-8 |
| 3    | 2024年9月11日  | ISBN 978-4-098-53587-3 | 2025年8月18日                 | ISBN 978-626-02-5045-4（首刷限定版）                        |
| 4    | 2025年1月17日  | ISBN 978-4-09-853802-7 |                               |                                                             |
| 5    | 2025年6月12日  | ISBN 978-4-09-854146-1 |                               |                                                             |

## 外部連結
- 裏SUNDAY （页面存档备份，存于）（日語）